# Otophryne robusta
Otophryne robusta är en groddjursart som beskrevs av George Albert Boulenger 1900. Otophryne robusta ingår i släktet Otophryne och familjen Microhylidae. IUCN kategoriserar arten globalt som livskraftig. Inga underarter finns listade i Catalogue of Life.